# Daigelspoint
Daigelspoint ist ein Gemeindeteil der Gemeinde Lengdorf im Landkreis Erding in Oberbayern.

## Geografie
Der Weiler liegt vier Kilometer südwestlich von Lengdorf entfernt.

## Geschichte
Daigelspoint (Deendlspeunt) wurde im Jahre 1530 erstmals erwähnt und gehörte bis zur Säkularisation zur Obmannschaft Oberndorf der freisingschen Herrschaft Burgrain. Im Jahr 1739 bestand der Weiler aus 7 Anwesen. Im Zuge der Neuordnung Bayerns (Gemeindeedikt 1818) wurde der Ort der Gemeinde Lengdorf und somit dem Bezirksamt Erding zugeschlagen.

## Verkehr
Die Anschlussstelle Lengdorf der Bundesautobahn 94 ist zwei Kilometer entfernt.

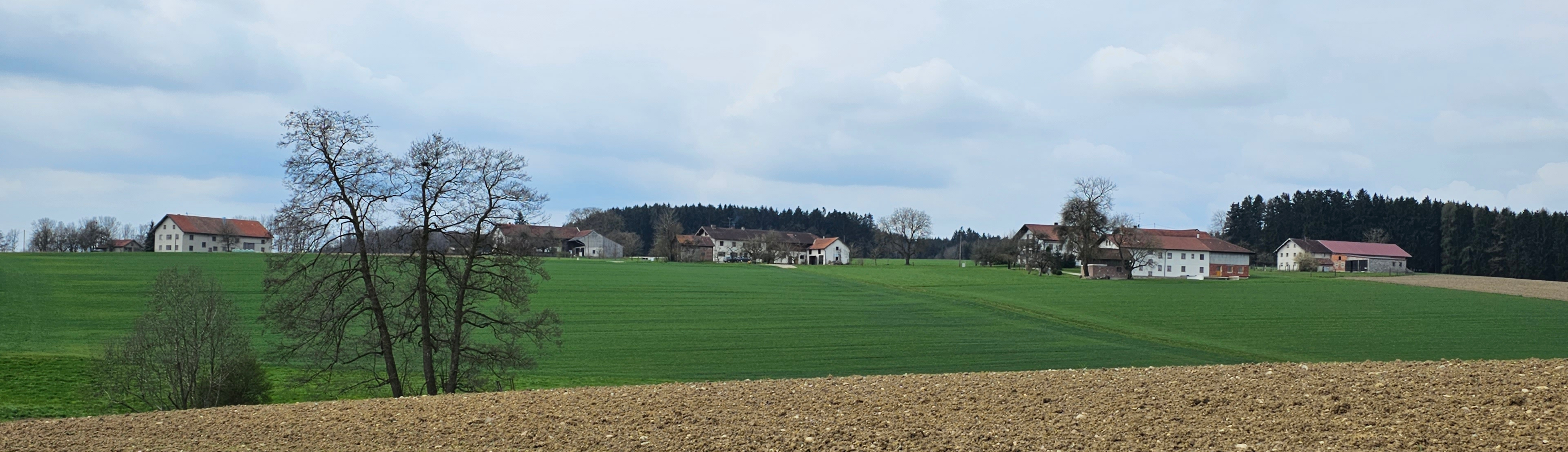
Daigelspoint von Nordosten